# Mortano
Mortano (Murtān in romagnolo) è un sobborgo della città di Santa Sofia nella provincia di Forlì-Cesena. Costituì un autonomo comune italiano fino al 1923 quando fu soppresso.

## Storia

### Le origini
Del centro abitato si ha notizia in epoca medioevale, da un atto, conservato presso l'archivio comunale di Galeata, con cui gli abati di Sant'Ellero conferivano loro feudi ad un unico signore, in particolare i castelli di Pondo, Pratolino, Spinello e Collina, le ville di Suasia, Valansere e Sasseto ed il praedium Mortani, nella pieve di San Pietro di Galeata. Nello stesso tempo ed allo stesso feudatario, il vescovo di Sarsina conferiva inoltre i castelli di Cigno, Pezzolo, Bucchio e Seguno.
Secondo il Polloni il toponimo deriverebbe dal termine latino myrtanum o murtanum, letteralmente piana di morta (mortella) o piana dei mirti (da intendersi forse più correttamente come piana dei mirtilli).
Secondo Faranda, il castello di Mortano fu possesso di Uguccione della Faggiuola già a partire dall'anno 1293. Negli Annali Camaldolesi viene infatti riportata la notizia che i discendenti di Uguccione della Faggiola, in particolare Francesco II ed il di lui figlio Ranieri III (Neri), scaduti dall'alto grado cui era salito il loro antenato, ed esiliati da Arezzo, si ridussero ad abitare in Castrum de Mortani (Amati). È assai probabile che gli eredi del grande capitano ghibellino avessero preso dimora nel borgo di Mortano sullo scorcio del 1362 (mentre gli annalisti di Camaldoli riferiscono attorno all'anno 1400), nel tentativo di sfuggire alla rappresaglia scatenata dall'Albornoz contro la famiglia faggiolana.

### Lo Stato di Pondo
Verso la fine del XIV secolo il paese costituiva parte del cosiddetto Stato di Pondo, di cui erano feudatari in quel tempo gli Ubertini della Carda e di Apozzo, poi detti di Chitignano, nell'Ubertinate. Stando a quanto riportato negli Annali Camaldolesi, fu nel 1364 che alcuni membri di questa famiglia divennero Signori di Pondo, uno dei castelli più forti esistenti nella vallata del Bidente. È possibile che quello di Mortano e gli altri castelli facenti parte del cosiddetto Stato di Pondo passassero dalle mani degli Ubertini a quelle dei Malatesta nel XV secolo, quando Jacopo Salviati, capitano delle milizie della Repubblica fiorentina, nel maggio del 1404 assediò Civitella e distrusse per rappresaglia il castello di Pondo ed altri appartenenti agli Ubertini, famiglia di fede ghibellina. Il Salviati, come narra Scipione Ammirato, mosse il proprio esercito al di là dell'Appennino, forte di 2 000 fanti e 600 cavalieri, per vendetta contro Andreino Ubertini. Questi infatti, avendo in custodia il castello di Montegranelli (presso San Piero in Bagno) dal conte Antonio Guidi, consegnò il feudo al conte Riccardo Guidi di Bagno, nemico del conte Antonio (nonostante la parentela) e della Repubblica di Firenze, ove lo stesso Antonio, nell'anno 1400, era stato capitano del popolo. Tra l'altro, in una pergamena datata 1496, conservata presso il sacro Eremo di Camaldoli, viene ricordato un Lamberto Malatesta conte di Pondo, a conferma di come, sul finire del XV secolo, lo Stato di Pondo fosse già stabilmente in mano ai Malatesta di Sogliano e di Giaggiolo. Secondo altre fonti, invece, i Malatesta subentrarono agli Ubertini nel possesso di tali feudi tra la metà del XV secolo e l'inizio del XVI, in seguito al matrimonio di Antonia, figlia di Androino degli Ubertini, con un membro della illustre famiglia di origine riminese, forse Ramberto IV dei Malatesta di Sogliano.
Intanto, presumibilmente tra il XVI ed il XVII secolo, l'antico castrum Mortani venne riadattato a palazzo gentilizio della famiglia Mortani ad opera di Jacopo (o Giacomo) Mortani e del figlio Giovanni Battista, subendo in alcune parti delle radicali modifiche. Ampie stanze dotate di caminetti vennero a portare scolpito lo stemma araldico della famiglia, composto in origine dalle tre rosette e dalla croce templare. Sul retro della dimora, l'antica Piazza d'armi venne trasformato in un semplice parco, protetto ancora dalle alte mura di sasso spungone (o spungòn in romagnolo). Nello stesso periodo Giovanni Battista Mortani (1543-1602) fece erigere, in adiacenza al palazzo, un oratorio dedicato a Sant'Apollinare e dipendente dall'abbazia dell'Isola, di cui oggi non rimane traccia.
Dalla visita pastorale del 1595 di Monsignor Peruzzi, vescovo di Sarsina e vicario generale del cardinale Domenico della Rovere, è possibile conoscere che a Mortano, in quello stesso anno, risiedevano dalle otto alle dieci famiglie, dipendenti amministrativamente dal commissariato di Pondo ma dal punto di vista ecclesiastico facenti parte della parrocchia di Santa Lucia a Santa Sofia. Dallo stesso documento si ha anche notizia dell'esistenza di un oratorio intitolato a San Francesco d'Assisi, di proprietà Mortani, unito al palazzo della nobile famiglia mortanese ma in territorio del Granducato di Toscana. L'oratorio rovinò una prima volta nel terremoto del 1661 per essere ricostruito nel 1677 da Lodovico I Mortani. Quasi distrutto una seconda volta dal sisma del 1768, venne riedificato ad opera del nobile Tommaso II Mortani nel 1784. L'oratorio rovinò nuovamente per i terremoti degli anni 1918 e 1919: in seguito all'avvenimento, nel 1926, settecentesimo anno della morte di San Francesco d'Assisi, l'edificio di culto venne ricostruito dalle fondamenta, in stile neogotico fiorentino. Nell'anno 1512 Sebastiano Fabbri, vescovo ed abate di Sant'Ellero, rinnovò l'enfiteusi dei feudi di Mortano, Pondo, Spinello, Pratalino, Valansere ed altri possedimenti al conte Ramberto Malatesta. Questi stessi feudi, nei vari atti notarili, si ritrovano negli anni seguenti, con l'aggiunta di Collina, Sasseto, Suasia, Seguno, Cigno, Pozzolo, Bucchio. Nel 1601 i feudi sopraelencati compreso quello di Mortano, furono venduti dal marchese Carlo Felice Malatesta a Giovanni Francesco Aldobrandini. I feudi passarono quindi per eredità ai figli Silvestro, Ippolito e Giorgio. 
Nel XVII secolo, a Mortano sorse un'altra piccola chiesa, destinata ad ospitare una reliquia di San Filippo Neri, e per questo dedicata allo stesso santo. L'edificio di culto venne visitato forse per la prima volta nel 1681, mentre nel 1746 venne concesso, con il terreno su cui sorge, in enfiteusi dall'abate cardinale De Rossi a Don Giovanni Carlo Venturini, con l'obbligo di mantenerla. Sulla facciata della chiesetta, ubicata all'angolo della odierna Piazza Eugenio Curiel, è possibile osservare un bello stemma in marmo, sormontato da una corona comitale, appartenente alla famiglia Mortani. La chiesa era stata fabbricata grazie ai 1 500 scudi che una donna, a Roma, aveva consegnato al suo confessore padre Lodovico Santolini, membro della Congregazione dell'Oratorio di San Filippo Neri e nativo della vicina Santa Sofia, con l'obbligo di costruire un pozzo o una fontana a beneficio dei viandanti, ed un luogo di culto. La chiesa di San Filippo, dopo la soppressione del nullius di Sant'Ellero (1785), venne aggregata alla diocesi di Bertinoro.
In conseguenza del rovinoso terremoto avvenuto alle ore 19 del 22 marzo 1661, la rocca di Pondo venne danneggiata gravemente, tanto che i governatori locali, ivi preposti con il titolo di Auditori dagli Aldobrandini prima e dai Pamphilj poi, furono costretti a trasferirsi nel palazzo abitabile attiguo all'antico castrum Pondi. Tuttavia fu solo in seguito al sisma del 1768 che gli amministratori del feudo scesero a Mortano, presso il palazzo gentilizio di proprietà dei Mortani. In questa occasione si decretò anche la modifica, tramite partizione, dello stemma dello Stato di Pondo, con l'aggiunta dell'emblema nobiliare della storica famiglia mortanese.
In seguito al matrimonio celebrato nel 1647 tra il cardinale Camillo Pamphilj, principe di Valmontone ed Olimpia Aldobrandini, principessa di Meldola, Sarsina e Rossano, vedova del principe Paolo Borghese, tali beni passarono ai Pamphilj di Roma, feudatari di Meldola, Sarsina e altri luoghi nei dintorni. Tuttavia, morto senza eredi Girolamo Pamphilj Aldobrandini, principe di San Martino al Cimino, Valmontone, Meldola e Sarsina e nipote di Donna Olimpia, gli stessi feudi, nel 1760, tornarono sotto il dominio diretto dell'abbazia di Sant'Ellero, dove a quel tempo era abate il cardinale Filippo Acciaioli e vicario generale Michele Filippo Personali. Già nel 1763, precisamente il 27 dicembre, per volere di papa Clemente XIII gli stessi luoghi furono dati di nuovo in enfiteusi a Giovanni Andrea IV Pamphilj Doria Landi, principe di Melfi, di Val di Taro e di Meldola: ciò fu possibile grazie alla parentela acquisita con il matrimonio, celebrato nel 1671, tra i suoi avi,  il settimo principe di Melfi Giovanni Andrea III Doria Landi ed Anna Pamphilj, figlia di Camillo e di Olimpia Aldobrandini.
Nel 1797, con l'arrivo in Italia dei francesi cessò per sempre ogni giurisdizione feudale, lasciando alla nobile casata dei Pamphilj unicamente il titolo degli antichi possessi e determinando la nascita della comunità di Pondo o di Mortano di Pondo. Infatti, secondo l'Articolo 187 della Costituzione Cisalpina, emanata da Napoleone nello stesso anno, ciascun comune con popolazione inferiore ai tremila abitanti dovette provvedere alla nomina di un agente comunale e di un aggiunto; la riunione degli agenti municipali di ciascun comune avrebbe costituito una Municipalità. Nei comuni caratterizzati da una popolazione superiore alla soglia dei tremila abitanti, invece, si sarebbero dovute costituire delle amministrazioni municipali, composte da un numero variabile di ufficiali municipali. La comunità di Mortano di Pondo venne inserita pertanto nel distretto facente capo alla Municipalità di Bertinoro, assieme ai centri di Teodorano, Civitella, Forlimpopoli, Polenta, Tessello, Logarano, Bunalda e Cusercoli, S. Paolo in Aquiliano e Gualdo, Molin Vecchio, Giaggiolo, Valdinoce, Casalbono, Bagnolo di Teodorano, Monte Vescovo, Mustiolo e Montevecchio, Castel Nuovo, Civorio, Colinello. 
Dopo il Congresso di Vienna, dal luglio 1815, la Romagna pontificia  e dunque anche Mortano tornarono a far parte dello Stato della Chiesa, per rimanervi sino al 1859, anno dell'annessione della Romagna al Regno d'Italia. Nel Granducato di Toscana, Santa Sofia compresa, venne invece ripristinato il governo di Ferdinando III di Lorena (1769-1824).

### Il comune di Mortano (1828-1923)
Nell'anno 1828 il borgo di Mortano ereditò da Pondo il titolo di comunità: fu così che nacque ufficialmente il Comune di Mortano, la cui sede, ubicata in Via San Piero (nell'attuale Piazza Curiel, lungo la direttrice che da Piazza Mortani conduce a Spinello), rimase la stessa già utilizzata dagli amministratori locali a partire dal 1768. Il piccolo paese, posto a cavallo del confine tra Romagna toscana e Romagna pontificia, contava all'epoca una popolazione composta da un centinaio di abitanti, mentre la sua comunità raccoglieva complessivamente 1030 anime, come si legge nell’Indice alfabetico di tutti i Comuni e appodiati, frazioni ed annessi dello Stato Pontificio (Roma, 1828). Nello stesso documento, Mortano veniva descritto come una Podesteria soggetta al Governo di Civitella, Distretto e Legazione di Forlì, Diocesi di Bertinoro. Il Governo (o Mandamento) di Civitella esercitò la propria giurisdizione sui tre comuni romagnoli di Civitella, Mortano, e Predappio fino al 1893, quando venne decretata la fusione di tale mandamento con quello avente capoluogo Meldola. Quest'ultima si ritroverà così ad amministrare un vasto territorio costituito da sei comuni: Civitella, Fiumana, Meldola, Mortano, Predappio e Teodorano (la cui comunità venne soppressa ed aggregata a quella di Meldola nel 1925).
Il territorio comunale era vasto (53,20 km²); il mercato del giovedì e le fiere di merci e di bestiame che si tenevano nei giorni 17 giugno (San Ranieri), 4 ottobre (San Francesco) e 13 dicembre (Santa Lucia) erano assai frequentati, essendo la zona di Mortano e Santa Sofia un punto di incontro naturale tra i contadi di Galeata, Bagno e Premilcuore. Il territorio mortanese era caratterizzato in quel periodo dall'abbondanza dei pascoli e dei castagneti ma anche dalla scarsezza della coltivazione di cereali. Il Comune di Mortano comprese undici casali, tra cui si contavano le frazioni Bucchio, Buggiana, Cigno, Collina di Pondo, Crocedevoli (solo in parte), San Giacomo di Meleto, Saviana (o Savigliana), Seguno e Spinello (quest'ultimo definito come appodiato). Nelle adunanze del Consiglio comunale dell'1 e 7 luglio 1920 i rappresentanti delle frazioni più eccentriche riuscirono infatti a far approvare il trasferimento della sede municipale a Spinello. Questa località era stata ritenuta più adatta ad ospitare gli uffici dell'amministrazione in quanto meno distante da Bucchio, Seguno e Cigno, mentre per Buggiana e Collina la distanza restava invariata, pur con il vantaggio di essere collegate al neocapoluogo da strade meno tortuose ed in condizioni migliori. Solo gli abitanti di San Giacomo di Meleto, frazione limitrofa a Mortano, si sarebbero trovati in condizioni più avverse. Ma con l'avvento del fascismo e l'aggregazione del Circondario di Rocca San Casciano alla Provincia di Forlì, l'eventualità di una fusione tra i due comuni di Mortano e Santa Sofia  divenne sempre più concreta, tanto più che il capo del governo Benito Mussolini, nel presentare il decreto, citò proprio Mortano come esempio eclatante di malforme ripartizione di un territorio comunale. La fusione divenne effettiva il 25 gennaio 1924 con Regio Decreto; lo stesso Mussolini che, quale ministro dell'Interno, andò a relazionare in udienza davanti al Re Vittorio Emanuele III.
La soppressione del comune e la sua unione a Santa Sofia rappresentarono per Mortano e per la sua storia un evento di fondamentale importanza: dopo secoli e secoli di separazione le due comunità erano state infatti finalmente riunite, sia dal punto di vista amministrativo che da quello sociale. Ma questo atto significò per il piccolo borgo anche la fine della sua identità urbana e culturale. Dagli ultimi anni del XIX secolo l'abitato di Santa Sofia si stava espandendo oltre la riva destra del Bidente, fino a raggiungere il rialzo naturale sul quale sorgeva Mortano. Fu così che, dai primi decenni del Novecento, divenne difficile distinguere il nucleo urbano mortanese, essendo stato completamente assorbito dal tessuto edilizio santasofiese.

## Stemma comunale
Lo stemma del Comune di Mortano apparve nel 1768. È dato dall'unione dello stemma araldico della comunità di Pondo (riconoscibile dalla torre merlata ed in capo dal motto Dulce Pondo) e dello stemma nobiliare della illustre famiglia comitale dei Mortani da Mortano, i cui membri secondo la tradizione discenderebbero dalla stirpe del Conte Uguccione della Faggiuola, dai Conti di Montefeltro e dai Conti di Carpegna.
Lo stemma del Comune di Mortano è blasonabile come segue: Partito: I Campo: d'argento, alla rocca nera merlata di cinque pezzi alla guelfa con marcapiano e porta aperta del campo, accompagnata in capo dal motto DULCE PONDO in lettere nere; II Campo: d'azzurro, allo scaglione di rosso cimato da una croce latina dello stesso accompagnata ai lati da due stelle d'oro di sette raggi e da un pipistrello nero in capo.

## Monumenti e luoghi d'interesse
- Chiesa di San Francesco d'Assisi
- Chiesa di San Filippo Neri
- Palazzo Mortani e Piazza Mortani
- Ponte a schiena d'asino sul Rio Pondo
- Monumento commemorativo dell'Eccidio di Sodelle - Ca' Belvedere -  Pelucello -  Torto di Sopra[1] (Collina di Pondo)

## Infrastrutture e trasporti
Mortano si trova nella Valle del Bidente, lungo la S.P. 310 "Bidentina" che collega la Romagna con la Toscana, e dista 40 km da Forlì e 47 km da Cesena.